# Riacho da Palmeira
O Riacho da Palmeira é um riacho (um pequeno rio) brasileiro que banha a cidade de Patos, estado da Paraíba.